# Republika Tchaj-wan
Republika Tchaj-wan, resp. Republika Formosa (tradiční znaky: 臺灣民主國, zjednodušené znaky: 台湾民主国; pinyin: Táiwān Mínzhǔguó, tchajwansky Tâi-oân Bîn-chú-kok, hakka: Thòi-vân Mìn-chú-koet), byla mezinárodně neuznaná historicky druhá republika v Asii[zdroj⁠?!], která byla vyhlášena v roce 1895 na území ostrova Tchaj-wan, a existovala pouze několik měsíců, od 23. května do 21. října 1895, než byl ostrov Čchingskou říší, poraženým v první čínsko-japonské válce, formálně postoupen Japonsku na základě mírové smlouvy ze Šimonoseki, a následně obsazen ozbrojenými silami Japonska.

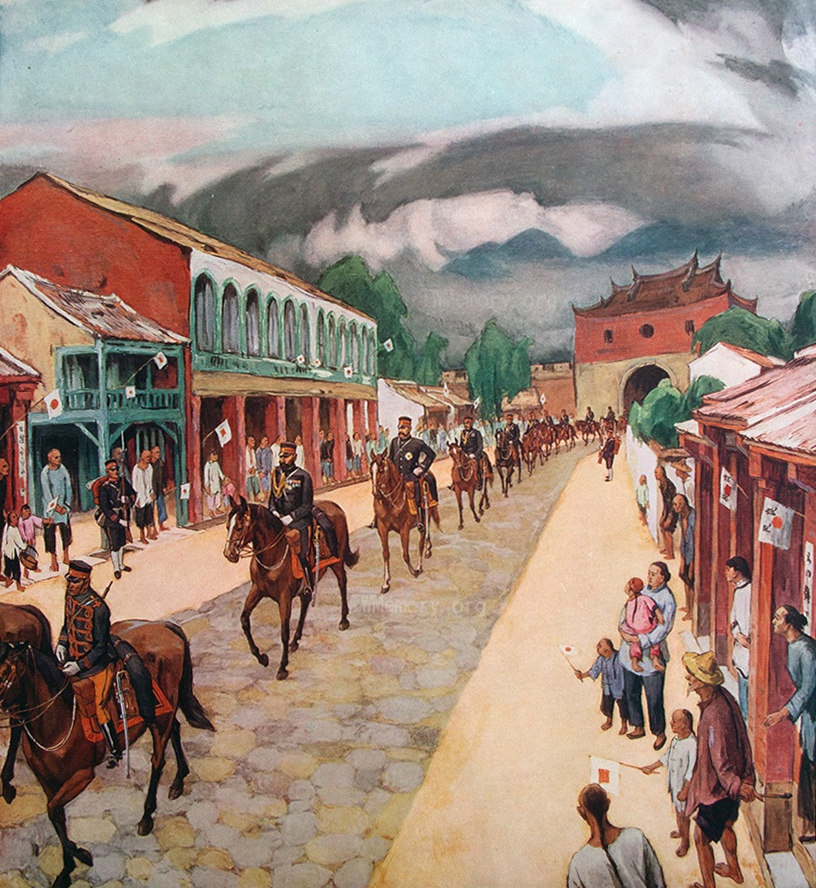
Japonci vstupují do Tchaj-peje, 1895